# 4115-ös mellékút (Magyarország)
A 4115-ös számú mellékút egy közel 42,5 kilométeres hosszúságú, négy számjegyű mellékút Szabolcs-Szatmár-Bereg vármegye északi részén: Záhonytól húzódik Vásárosnamény központjáig. Fő iránya szinte végig nagyjából észak-déli.

## Nyomvonala
Záhony belterületének nyugati részén ágazik ki a 4-es főútból, annak a 340+600-as kilométerszelvénye táján, északkeleti irányban; az ellenkező irányban ugyanott torkollik bele a főútba a 4147-es út, Győröcske felől. Krúdy Gyula utca néven indul, majd 700 méter után kiágazik belőle délkelet felé a 41 308-as számú mellékút, a Budapest–Záhony-vasútvonal és a Mátészalka–Záhony-vasútvonal Záhony vasútállomásának kiszolgálására. Innentől Kárpát utca a neve, így éri el a belterület északkeleti szélét, nagyjából 1,7 kilométer után. Ott rövidesen mellékanyarodnak dél felől a mátészalkai vonal vágányai, és 1,9 kilométer után együtt haladnak el az Ukrajna felé továbbvezető vasúti fővonal felüljárója alatt, majd egy ugyancsak közösen követett, szép nagy ívű irányváltással együtt fordulnak lassanként déli irányba.
Közben, 2,3 kilométer után – ott épp keleti irányban haladva – az út átlép Zsurk határai közé, kevéssel a harmadik kilométere előtt pedig egy körforgalomba ér. Ott elválik a vasúttól és ismét keletnek veszi az irányt, az ugyanide dél felől betorkolló út a 4145-ös útszámot viseli. A 3+250-es kilométerszelvénye táján éri el Zsurk első házait, ahol a Kossuth út nevet veszi fel, majd a központban, 3,9 kilométer után délnek fordul és Dózsa György út néven halad tovább. A legdélebbi falurészben Petőfi út a neve, így hagyja el a belterület déli szélét, 5,7 kilométer után.
Tiszaszentmárton következik, melynek határát 6,1, első házait körülbelül 6,4 kilométer után éri el; az északi falurészben a Damjanich út, a központtól délre a Dózsa György út nevet viseli. A falutól délre, a 9+250-es kilométerszelvényénél egy teherforgalmi vasútvonal felüljárója alatt halad el; ez az ukrajnai Bátyúig (Батьово) vezet, és a közelben húzódó szalókai Tisza-hídon szeli át az országhatárt. Kevéssel a 10. kilométere előtt ér a következő település, Eperjeske határai közé, e falu belterületén nagyjából a 11. és 13. kilométerei között halad végig, előbb Kossuth utca, majd Fő utca néven.
13,4 kilométer megtételét követően az út Mándok területén folytatódik, ahol 14,9 kilométer után egy elágazáshoz ér. Kelet felé a 4113-as út indul ki belőle, maga a 4115-ös pedig nyugatnak fordul, így keresztezi nem sokkal ezután – szintben, Mándok vasútállomás térségének déli széle közelében – a mátészalkai vasutat. A síneket elhagyva már lakott területre ér, ahol előbb Jókai utca, majd Vasút utca, utána pedig Kossuth utca a neve. Mindkét névváltásnál az irányát is változtatja és egy-egy elágazása is van: előbb a 41 313-as számú mellékút ágazik ki belőle északnak, az állomás felé, majd pedig a 4112-es út torkollik bele nyugat felől. Mándok legdélebbi részében újra keletnek fordul, úgy lép ki a belterületről, majd ismét átszeli a vasutat is, kevéssel a 17. kilométere előtt. Még egy elágazása van, mielőtt teljesen elhagyná ezt a települést: a 19+450-es kilométerszelvényénél – ahol már újra nagyjából déli irányt követ – kiágazik belőle keletnek a Benk községbe vezető 41 108-as számú mellékút.
Körülbelül a 20. kilométerénél ér az út Mezőladány területére, a községet másfél kilométerrel délebbre éri el, a Kossuth Lajos utca nevet felvéve. 22,3 kilométer után – a faluközpont déli részén – beletorkollik nyugatról, Tornyospálca felől a 4111-es út, és ezután ki is lép a lakott területről. 23,7 kilométer után már Újkenéz belterületének keleti szélén húzódik, Ady Endre utca néven, 25,3 kilométer megtételét követően pedig ismét keresztezi a vasutat, majd egymás mellett folytatódnak. A 26. kilométere után egy darabig Tornyospálca és Újkenéz határvonalát képezi, de lakott helyeket azon a szakaszán nem érint.
27,2 kilométer után lépi át Aranyosapáti határát, nem sokkal ezután újból kissé eltávolodik a vasúttól, s így éri el a községet, a 29. kilométere közelében. Bercsényi utca néven halad a központ északi részéig, majd ott, 29,7 kilométer után keresztezi a 4109-es utat, amely ott a 14+350-es kilométerszelvénye közelében jár. A folytatása az egykori Kopócsapáti község (ma településrész) központjában Esze Tamás, majd Petőfi Sándor nevét viseli, a legdélebbi falurészben, az egykori Révaranyos központjában és attól délre pedig József Attila utca a neve, így lép ki a belterületről, 32,3 kilométer után.
Gyüre az útjába eső, következő község, ennek határszélét 33,3 kilométer után, belterületét pedig bő fél kilométerrel délebbre éri el, szintén a Petőfi Sándor utca nevet felvéve. A központban a neve Árpád utcára változik, a 35+350-es kilométerszelvényénél pedig kiágazik belőle nyugatnak a 41 317-es számú mellékút, Gyüre vasútállomás kiszolgálására. Szinte észrevétlenül lép át, 37,5 kilométer után Nagyvarsány területére – a két község itt lényegében összenőtt –, neve itt is előbb Árpád utca, majd Rákóczi Ferenc utca. A névváltás helyénél egy elágazása is van: a 41 118-as számú mellékút ágazik ki belőle délnyugati irányban, Szabadságtanya településrész felé.
39,3 kilométer után az út Kisvarsány határai között folytatódik, és ezúttal is szinte azonnal belterületen, Széchenyi utca néven (itt újból párhuzamosan a vasúttal). Kevéssel ezután kiágazik belőle a 41 116-os számú mellékút, mely az északkeleti falurészbe vezet, annak főutcájaként, a 40. kilométerénél pedig a 41 113-as számú mellékút, amely úgyszintén csak e falu egyik belső útja. 41,3 kilométer után éri el a lakott terület déli szélét, s ott csaknem azonnal át is lép Vásárosnamény határai közé. Kevesebb, mint fél kilométerrel arrébb már lakott területek közt húzódik, Árpád út néven, így is ér véget, beletorkollva a 4108-as útba, annak kevéssel a 23+750-es kilométerszelvénye előtt, nem messze a városi kórház épületegyüttesétől.
Teljes hossza, az országos közutak térképes nyilvántartását szolgáló kira.kozut.hu adatbázisa szerint 42,426 kilométer.

## Története
1934-ben Vásárosnamény és Kopócsapáti, illetve Mezőladány és Mándok közti szakasza is mellékútként kiépült, autóbusz-forgalmat is bonyolító útvonal volt; a kereskedelem- és közlekedésügyi miniszter 70 846/1934. számú rendelete alapján 1937-ben készült közlekedési térkép a többi mai szakaszát még nem tünteti fel.

## Települések az út mentén
- Záhony
- Zsurk
- Tiszaszentmárton
- Eperjeske
- Mándok
- Mezőladány
- Újkenéz
- (Tornyospálca)
- Aranyosapáti
- Gyüre
- Nagyvarsány
- Kisvarsány
- Vásárosnamény